# Lista episoadelor din Steins;Gate

### Episoade
| #  | Nume                                                                                  | Data Difuzării (în japoneză) | Descriere |
| -- | ------------------------------------------------------------------------------------- | ---------------------------- | --- |
|    |                                                                                       |                              | |
| 1  | "Turning Point" "Hajimari to Owari no Purorōgu" (始まりと終わりのプロローグ)          | 6 aprilie 2011               | Omul de știință Rintaro Okabe nu își poate aminti evenimente despre care alții susțin că s-au întâmplat. |
| 2  | "Time Travel Paranoia" "Jikan Chōyaku no Paranoia" (時間跳躍のパラノイア)             | 13 aprilie 2011              | Okabe este luat prin surprindere atunci când o întâlnește pe Makise Kurisu în ciuda faptului că aceasta a fost ucisă. |
| 3  | "Parallel World Paranoia" "Heiretsu Katei no Paranoia" (並列過程のパラノイア)         | 20 aprilie 2011              | Okabe crede că în spatele evenimentelor neobișnuite ar putea sta cuptorul cu microunde din laborator. |
| 4  | "Interpreter Rendezvous" "Kūri Hōkō no Randevū" (空理彷徨のランデヴー)                | 27 aprilie 2011              | Okabe trebuie să gasească un computer foarte vechi numit "IBN-5100" pentru a putea descifra codul din baza de date al agenției SERN.                                                                                     |
| 5  | "Starmine Rendezvous" "Denka Shōtotsu no Randevū" (電荷衝突のランデヴー)              | 4 mai 2011                   | După ce descifrarea a fost realizată cu succes, membrii grupului "Future Gadget Laboratory" află marele secret al lui SERN.                                                                                              |
| 6  | "Butterfly Effect's Divergence" "Chōyoku no Daibājensu" (蝶翼のダイバージェンス)      | 11 mai 2011                  | După ce mesajele expediate în trecut iau denumirea de "D-Mails", grupul deduce regulile si limitările de expediere ale acestora.                                                                                         |
| 7  | "Divergence Singularity" "Dansō no Daibājensu" (断層のダイバージェンス)               | 18 mai 2011                  | Okabe expediază în trecut un mesaj ce conține numerele câștigătoare la lotto, dar nu realizează modul în care acțiunile sale ar putea modifica prezentul și viitorul.                                                    |
| 8  | "Chaos Theory Homeostasis I" "Mugen no Homeosutashisu" ( 夢幻のホメオスタシス)        | 25 mai 2011                  | Moeka si Luka trimit două D-Mails ce alterează Linia Temporală. |
| 9  | "Chaos Theory Homeostasis II" "Gensō no Homeosutashisu" (幻相のホメオスタシス)        | 1 iunie 2011                 | Grupul realizează că IBN-5100 a dispărut din laborator. Aceștia se întâlnesc cu Faris, care le oferă informații despre computer în schimbul unui D-Mail ce alterează Linia Temporară și schimbă întregul Akihabara.      |
| 10 | "Chaos Theory Homeostasis III" "Sōsei no Homeosutashisu" (相生のホメオスタシス)       | 8 iunie 2011                 | Suzuha îi spune lui Okabe adevăratul motiv pentru care a venit în Tokyo. Între timp, savantul nebun este tulburat de un mesaj text misterios.                                                                            |
| 11 | "Dogma in Event Horizon" "Jikū Kyōkai no Doguma" (時空境界のドグマ)                   | 15 iunie 2011                | Cât timp membrii laboratorului se pregătesc să transporte amintirile umane în trecut printr-o nouă invenție, Okabe află că Kurisu ar putea fi un spion SERN.                                                             |
| 12 | "Dogma in Ergosphere" "Seishi Genkai no Doguma" (静止限界のドグマ)                    | 22 iunie 2011                | Tensiunea crește atunci când Kurisu și Suzuha apar la petrecere, dar acesta este doar începutul. Pe măsură ce noaptea se apropie, niște tâlhari înarmați, conduși de o față familiară, vin în căutarea mașinii timpului. |
| 13 | "Metaphysics Necrosis" "Keijijō no Nekurōshisu" (形而上のネクローシス)                | 29 iunie 2011                | Okabe se întoarce în trecut pentru a încerca să prevină o tragedie ce pare inevitabilă. |
| 14 | "Physically Necrosis" "Keijika no Nekurōshisu" (形而下のネクローシス)                 | 6 iulie 2011                 | În ciuda numeroaselor sale încercări, Okabe nu reușește să prevină moartea lui Mayuri, așa că apelează la Kurisu pentru a-l ajuta să găsească o soluție. Mai târziu, adevărata identitate a lui Suzuha este dezvăluită.  |
| 15 | "Missing Link Necrosis" "Bōkanjō no Nekurōshisu" (亡環上のネクローシス)               | 13 iulie 2011                | Suzuha dezvăluie originile viitorului condus de SERN. Okabe și Mayuri continuă să îl caute pe tatăl lui Suzuha. |
| 16 | "Sacrificial Necrosis" "Fukagyaku no Nekurōshisu" (不可逆のネクローシス)              | 20 iulie 2011                | Identitatea tatălui lui Suzuha este dezvăluită. Okabe realizează consecințele devastatoare pe care le suferă din cauza faptului că nu a lăsat-o pe Suzuha să părăsească petrecerea.                                      |
| 17 | "Made in Complex" "Kyozō Waikyoku no Konpurekkusu" (虚像歪曲のコンプレックス)         | 27 iulie 2011                | După ce schimbarea divergenței nu reușește să aibă un efect de durată, Okabe și Makise și-au propus să manipuleze în continuare timpul în speranța de a obține un IBN 5100.                                              |
| 18 | "Fractal Androgynous" "Jiko Sōji no Andorogyunosu" (自己相似のアンドロギュノス)       | 3 august 2011                | Luka trebuie să ia o decizie dificilă care i-ar putea schimba întreaga viață. |
| 19 | "Endless Apoptosis" "Mugen Rensa no Apotōshisu" (無限連鎖のアポトーシス)              | 10 august 2011               | Okabe trebuie să schimbe trecutul pentru a o salva pe Moeka de ea însăși, acțiune ce îl duce mai aproape de găsirea IBN 5100.                                                                                            |
| 20 | "Finalize Apoptosis" "Ensa Danzetsu no Apotōshisu" (怨嗟断絶のアポトーシス)           | 17 august 2011               | Cu ajutorul lui Kurisu și Moeka, Okabe încearcă să se apropie de IBN 5100 și de misteriosul FB. Pe măsură ce se apropie de rețeaua SERN, acesta realizează că calea către victorie necesită sacrificii suplimentare.     |
| 21 | "Paradox Meltdown" "Ingaritsu no Meruto" (因果律のメルト)                             | 24 august 2011               | Okabe continuă încercarea de a o proteja pe Mayuri, străduindu-se, de asemenea, să evite potențialul destin iminent al lui Kurisu.                                                                                       |
| 22 | "Being Meltdown" "Sonzai Ryōkai no Meruto" (存在了解のメルト)                         | 31 august 2011               | Pentru a-și continua activitatea împotriva SERN, Okabe trebuie să aleagă între salvarea lui Kurisu sau a lui Mayuri. |
| 23 | "Open the Steins Gate" "Kyōkaimenjō no Shutainzu Gēto" (境界面上のシュタインズゲート) | 7 septembrie 2011            | Nevoit să prevină un al treilea Război Mondial, Okabe află că a jucat un rol important în decesul lui Kurisu. |
| 24 | "Achievement Point" "Owari to Hajimari no Purorōgu" (終わりと始まりのプロローグ)      | 14 septembrie 2011           | Okabe are o ultimă șansă să călătorească în timp, să încheie totul cu bine și să salveze fata pe care nici măcar nu a ajuns să iubească. Misiunea sa este vitală, dar poate însemna sfârșitul savantului nebun.          |

### OVA + 23β
| #        | Nume                                                                     | Data Difuzării (în japoneză) | Descriere |
| -------- | ------------------------------------------------------------------------ | ---------------------------- | --- |
|          |                                                                          |                              | |
| 25 (OVA) | "Egoistic Poriomania" "Ōkō Bakko no Poriomania" (横行跋扈のポリオマニア) | 22 februarie 2012            | La două luni după evenimentele din Steins;Gate, Faris invită restul grupului în Los Angeles, unde are loc reuniunea cu Kurisu. |
| 23β      | "Divide by Zero" "Zero josan" (ゼロ除算)                                 | 2 decembrie 2015             | O versiune alternativă a episodului 23 ce duce la începutul poveștii Steins;Gate 0.                                            |